# 马文举 (唐朝)
马文举（?—?），唐朝果毅都尉，参与东征高句丽。
贞观十九年（645年），唐太宗征讨高句丽。五月初八，高句丽步骑兵四万多人救援辽东（今辽宁省辽阳市），辽东道副大总管江夏王李道宗率领骑兵四千迎击，军中有人建议深沟高垒坚守，等侯唐太宗率领大部队到来。李道宗认为，敌军依仗人多，有轻视唐军。远来疲惫，迎击必胜。前锋不能把敌人留给皇帝。辽东道大总管李世勣认为有道理。果毅都尉马文举说：“不遇上强劲的敌手，如何显示壮士的威风？”于是马文举驱马逼近高句丽军，所向披靡，唐军心安。与高句丽兵激战后，行军总管张君乂后退，使唐军不利，李道宗收罗其散兵，登上而望，看见高句丽军中阵形混乱，便率骁骑几十人冲击；李世勣领兵助战，大败高句丽兵，一千多人被杀。五月初十，唐太宗车驾渡过辽水，驻扎在马首山，慰劳赏赐江夏王李道宗，破格提拔马文举为中郎将，处斩后退的张君乂。